# Jennifer Ames
Jennifer Ames foi o principal pseudônimo de Maysie Coucher Greig-Smith Murray (Double Bay, Sydney, New South Wales, Austrália, 2 de agosto de 1901 – St. Marylebone, Londres, 10 de junho de 1971), romancista australiana que também usou os pseudônimos Ann Barclay e Mary Douglas Warren.

## Biografia
Mayse nasceu em Double Bay, Austrália, filha do Dr Robert Greig Smith, um bacteriologista de Edinburgh, e a inglesa Mary, nascida Thomson. Educada no Presbyterian Ladies' College, em Pymble, Maysie juntou-se ao grupo de “Sun” em 1919, antes de embarcar para a Inglaterra, no ano seguinte. Ela foi empregada pelo “Manchester evening newspapers” e em outubro de 1922 possuía uma coluna, The Woman's View (mais tarde 'Through the Eyes of a Woman'), no Empire News. Sua primeira série foi aceita pelo Daily Sketch.
Na igreja paroquial, em Painswick, Gloucestershire, em 14 de julho de 1923, Maysie Greig-Smith casou com Ernest Roscoe Baltzell, um estudante da American Rhodes, a quem ela acompanhou a Nova Iorque. Ela trabalhou em Boston, onde, como Maysie Greig, publicou seu primeiro romance, Peggy of Beacon Hill (1924) e The Luxury Husband (1927); ambos foram filmados em Hollywood. Seu casamento terminou em divórcio em 1929.
Enquanto vivia em Greenwich Village, Nova Iorque, ela se casou com o escritor Delano Ames (1906-1987), de quem se divorciaria em 1937. Depois de passar quatro anos viajando, especialmente para países como Iugoslávia e Albânia, estabeleceram-se na Inglaterra, com uma casa em Londres e outra, “Yew Tree House”, em St Mary Bourne, Hampshire. Cabelos dourados, olhos azuis, atraente e encantadora, Maysie caminhava e jogava tênis, e em 1934, ela era a mais prolífica romancista da época.
Ela publicava até seis livros por ano (principalmente com Collins, na Inglaterra e Doubleday, em Nova Iorque), muitas vezes ambientados nos lugares exóticos que ela havia visitado.
Em 3 de maio de 1937, no Edifício Municipal, em Manhattan, Nova Iorque, Maysie casou com Maxwell Alexander Murray (1900-1956), um jornalista nascido na Austrália, e o casal retornou à Inglaterra, onde o nascimento de seu filho, em 1940, não interromper o ritmo literário de Maysie. Em 1948, a família se estabeleceu em Sydney, e Maysie adicionou uma casa em Vaucluse a suas outras residências.
Trabalhando até seis horas por dia com um gravador, ela continuou a produzir quatro livros por ano, e controlava os direitos de série como um prazer extra. Alguns de seus romances, mais tarde, tiveram ambientação na Austrália, incluindo One Room for His Highness (1944), French Girl in Love (1963) e Doctor on Wings (1966).
Max escreveu histórias de detetive, que foram publicados no American Saturday Evening Post, The Right Honourable Corpse (New York, 1951).
Intercalando suas recreações com o tênis, bridge e associações literárias, Greig foi presidente (até 1966) do Sydney Centre of International P.E.N., ela reviveu o grupo, que participou de conferências em Tóquio (1957) e em Bled, na Iugoslávia (1965).
Maysie também pertencia à Society of Women Writers of New South Wales, à Fellowship of Australian Writers e à Romantic Novelists' Association (Inglaterra). Em 22 de junho de 1959, no escritório do Registro Geral, em Sydney, Maysie casou com Jan Sopoushek, um impressor de Budapeste, viúvo.
Ela vendeu sua casa em Vaucluse em 1966 e, posteriormente, viveu em Londres. Morreu de embolia em 10 de Junho de 1971, em uma casa de repouso em St Marylebone.

## Carreira literária
Maysie Greig aproveitou "a sua própria personalidade vívida”, seu humor e entusiasmo para contar uma boa história, e escreveu mais de 220 romances, com uma economia de palavras incomuns.
Ela sempre produziu histórias com finais felizes because I believe that happiness is the greatest virtue in the world and misery the greatest sin. Por quarenta anos, seus livros foram best-sellers em ambos os lados do Atlântico, e seus romances foram traduzidos para o francês, holandês, português, sueco e islandês.

## Lista parcial de obras
Romances
- Peggy of Beacon Hill (1924)
- The Luxury Husband (1927)
- Satin Straps (1929)
- Ragamuffin (1929)
- Lovely Clay (1930)
- A Nice Girl comes to Town (1930)
- Jasmine Take Care! (1930), também conhecido como A Girl Must Marry
- One Man Girl (1931)
- This Way to Happiness (1931)
- Cake Without Icing (1932)
- Faint Heart, Fair Lady (1932)
- Laughing Cavalier (1932)
- Parents are a Problem (1933)
- Professional Lover (1933), também conhecido como Screen Lover
- Love, Honour, and Obey (1933)
- Men Act That Way (1933)
- Romance for Sale (1934)
- Little Sisters Don't Count (1934)
- Ten Cent Love (1934)
- Heart Appeal (1934)
- She walked into his Parlour (1934)
- I Lost My Heart (1935)
- Marry in Haste (1935)
- Rich Man, Poor Girl (1935)
- Romance on a Cruise (1935)
- Love and Let Me Go (1935)
- Sweet Danger (1935)
- Challenge to Happiness (1936)
- Tinted dream, London : Hodder and Stoughton, 1936. Publicado posterormente como Doctor Brad’s Nurse
- Odds on Love (1936)
- Workaday Lady (1936)
- The Pretty One (1937)
- Retreat from Love (1937)
- New Moon Through a Window (1937)
- Doctor's Wife (1938)
- Men As Her Stepping Stones (1938)
- Stepping Under Ladders (1938)
- Stopover in Paradise (1938)
- The Girl Men Talked About (1938)
- Young Man Without Money (1938)
- Elder Sister (1938)
- Dangerous holiday, 1939
- Bury the Past (1939)
- Girl On His Hands (1939)
- A Man To Protect You (1939)
- Not One of Us (1939)
- Ask the Parlourmaid (1939)
- A Fortune In Romance (1940)
- Honeymoons Arranged (1940)
- Too Many Women (1940)
- Grand Relations (1940)
- The Man is always Right (1940)
- Honeymoon Alone (1941)
- Make the Man Notice You (1941)
- Don't Wait for Love (1941)
- Heaven Isn't Here (1941)
- This Desirable Bachelor (1941)
- Girl Without Credit (1942)
- Pathway to Paradise (1942)
- The Wishing Star (1942)
- Heartbreak for Two (1942)
- Salute me Darling (1942)
- I've Always Loved You (1943)
- I'll Get Over It (1943)
- Professional Hero (1943)
- Reluctant Millionaire (1943)
- At the Same Time Tomorrow (1944)
- No Retreat From Love (1944)
- One Room for His Highness (1944)
- Love is a Gambler (1945). Publicado na Inglaterra como That girl in Nice, 31 de dezembro de 1969[6]
- Love Story (1945)
- The Girl With a Million (1945)
- Journey in the Dark (1945)
- I Loved Her Yesterday (1945)
- I Married Mr. Richardson (1945)
- Candidate for Love (1946)
- The Girl from Nowhere (1946)
- Table for Two (1946)
- Restless Beauty (1946)
- Darling Clementine (1946)
- Castle In The Air (1947)
- Janice (1947)
- Take This Man (1947)
- The Thirteenth Girl (1947)
- Heart in Darkness (1947)
- I Met Him Again (1948)
- Yours Ever (1948)
- Whispers in the Sun (1949)
- Dark Carnival (1950)
- Too Much Alone (1950), também conhecido como Overseas Nurse
- My Heart's Down Under (1950)
- After Tomorrow (1950)
- It Happened One Flight (1951)
- London, Here I Come (1951)
- Date with Danger (1952)
- Reluctant Cinderella (1952)
- The Frightened Heart (1952)
- The Sunny Island (1952)
- Wagon to a Star (1952)
- This Fearful Paradise (1953)
- Assignment to Love (1953)
- Salt Harbor (1953)
- Flight Into Fear (1954)
- The High Road (1954)
- Lovers Under the Sun (1954)
- That Girl in Nice (1954)
- Cloak and Dagger Lover (1955)
- Shadow Across the Sun (1955)
- That Uncertain Feeling (1955)
- Passport to Happiness (1955)
- Kiss in the Sunlight (1956)
- Girl Without Money (1957)
- Night of Carnival (1956)
- No Dowry for Jennifer (1957)
- Follow Your Dream (1957)
- Hearts of Gold (1957)
- Love On Dark Wings (1957)
- Beloved Knight (1958)
- Love is a Thief (1959)
- Lucky Jim (1959)
- Catch Up to Love (1960)
- Doctor in Exile (1960)
- Kiss of Promise (1960)
- Send for Miss Marshall (1960)
- Cherry Blossom Love (1961)
- Every Woman's Man (1961)
- The Doctor Is a Lady (1962)
- Nurse at St. Catherine's (1963)
- Geisha in the House (1963)
- The Doctor Decides (1963) (ps Mary Douglas Warren)
- French Girl in Love (1963)
- Nurse in Danger (1964)
- Every Woman's Doctor (1964)
- Married Quarters (1964)
- Love in a Far Country (1965)
- The Doctor and the Dancer (1965)
- Doctor On Wings (1966)
- Girl in Jeopardy (1967)
- Love Will Win (1967)
- Unmarried Couple (1967)
- The Golden Garden (1968)
- This Sinister Island (1968)

Contos
- Elder Sister, (sl) Street & Smith’s Love Story Magazine Oct 22, Nov 12, Nov 19, Nov 26 1938
- Passion Star, (sl) Street & Smith’s Love Story Magazine Jan 15 1938
- The Pretty One, (sl) Street & Smith’s Love Story Magazine Jul 17 1937
- Professional Lover, (sl) Street & Smith’s Love Story Magazine Jan 14, Feb 4 1933

## Jennifer Ames em língua portuguesa
- A vendedora de Romance (Romance for Sale), volume 123 da Coleção Biblioteca das Moças, da Companhia Editora Nacional, tradução de Silvia Mendes Cajado, 1955.
- Londres, aqui estou! (London, here I come) (ps. Maysie Greig), tradução de Jose da Natividade Gaspar, Lisboa: Portugalia Editora, (1960?)
- Irmã rica e irmã pobre (Rich twin, poor twin) (ps.Maysie Greig), tradução de Jose da Natividade Gaspar, Lisboa: Portugalia Editora, (1960?)